# Megan Jendrick

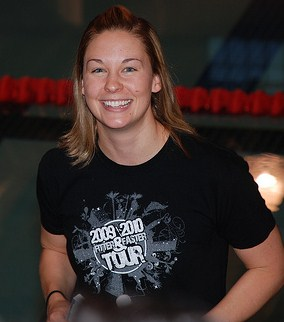
Megan Jendrick

Megan Jendrick, geb. Quann (* 15. Januar 1984 in Tacoma, Washington) ist eine US-amerikanische Schwimmerin.
In ihrer Laufbahn stellte sie 26 US-amerikanische Rekorde und einen Weltrekord auf. Bei den Olympischen Sommerspielen 2000 in Sydney wurde sie Olympiasiegerin über 100 Meter Brust und mit der US-amerikanischen Lagenstaffel.
Sie ist mit dem US-amerikanischen Autor Nathan Jendrick verheiratet.